# FC Rosengård
Az FC Rosengård egy svéd női labdarúgócsapat Malmőből. A svéd női bajnokság legeredményesebb együttese.

## Klubtörténet
Az FC Rosengård női labdarúgó szakosztályát 1970-ben Malmö FF Dam néven hozták létre. Az egyesület azóta több újjáalapításon és névváltoztatáson esett át, 2013. december 12-én pedig felvette a ma is használatos FC Rosengård nevet.

## Sikerlista
- Svéd bajnok (14): 1986, 1990, 1991, 1993, 1994, 2010, 2011, 2013, 2014, 2015, 2019, 2021, 2022, 2024
- Svéd negyedosztályú bajnok (1): 1980
- Svéd kupagyőztes (5): 1990, 1997, 2016, 2017, 2018
- Svéd szuperkupa győztes (4): 2011, 2012, 2015, 2016

## Játékoskeret
2020. június 30-tól
| #  |     | Poszt | Név                       |
| -- | --- | ----- | ------------------------- |
| 1  | SWE | K     | Zećira Mušović            |
| 32 | SWE | K     | Emma Lind                 |
| 2  | DEN | V     | Mie Leth Jans             |
| 3  | SWE | V     | Nathalie Björn            |
| 4  | ISL | V     | Glódís Perla Viggósdóttir |
| 15 | SWE | V     | Jessica Samuelsson        |
| 23 | DEN | V     | Sofie Svava               |
| 36 | SWE | V     | Edina Filekovic           |
| 44 | SWE | V     | Malin Levenstad           |
| 8  | SWE | KP    | Hanna Bennison            |
| 10 | SRB | KP    | Jelena Čanković           |

| #  |     | Poszt | Név                       |
| -- | --- | ----- | ------------------------- |
| 17 | SWE | KP    | Caroline Seger            |
| 20 | SWE | KP    | Johanna Rytting Kaneryd   |
| 22 | SCO | KP    | Fiona Brown               |
| 24 | SWE | KP    | Matilda Kristell          |
|    | DEN | KP    | Katrine Veje              |
| 7  | SWE | CS    | Beatrice Persson          |
| 9  | SWE | CS    | Anna Anvegård             |
| 11 | SWE | CS    | Mimmi Larsson             |
| 14 | NGR | CS    | Anam Imo                  |
| 16 | USA | CS    | Hailie Mace               |
| 51 | DEN | CS    | Sanne Troelsgaard Nielsen |

## Korábbi híres játékosok
- Anna Anvegård
- Nathalie Björn
- Nilla Fischer
- Hanna Folkesson
- Amanda Ilestedt
- Caroline Jönsson
- Sara Larsson
- Elisabeth Leidinge
- Malin Levenstad
- Hedvig Lindahl
- Sofia Lundgren
- Zećira Mušović
- Lina Nilsson
- Frida Nordin
- Stephanie Öhrström
- Elin Rubensson
- Jessica Samuelsson
- Lotta Schelin
- Caroline Seger
- Therese Sjögran
- Lena Videkull
- Ebba Wieder
- Zeikfalvy Éva
- Formiga
- Marta
- Pavlína Ščasná
- Simone Boye Sørensen
- Mie Leth Jans
- Bonny Madsen
- Christina Ørntoft
- Sofie Junge Pedersen
- Line Røddik
- Nicoline Sørensen
- Sofie Svava

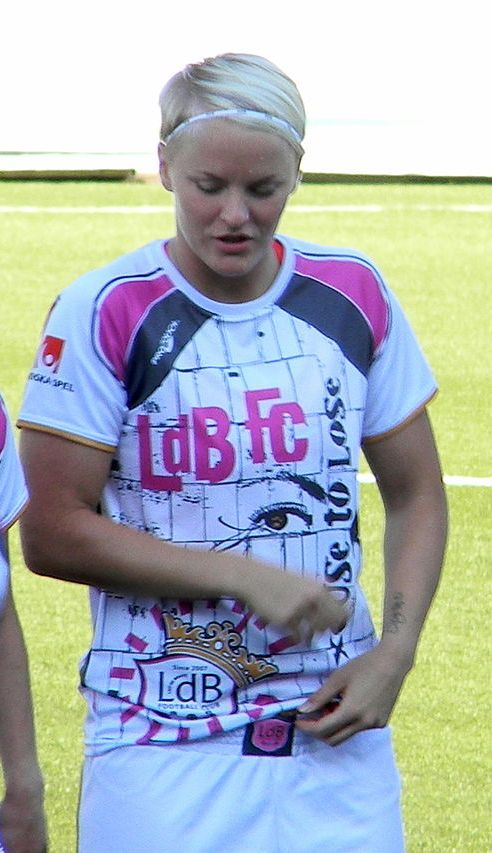
Nilla Fischer

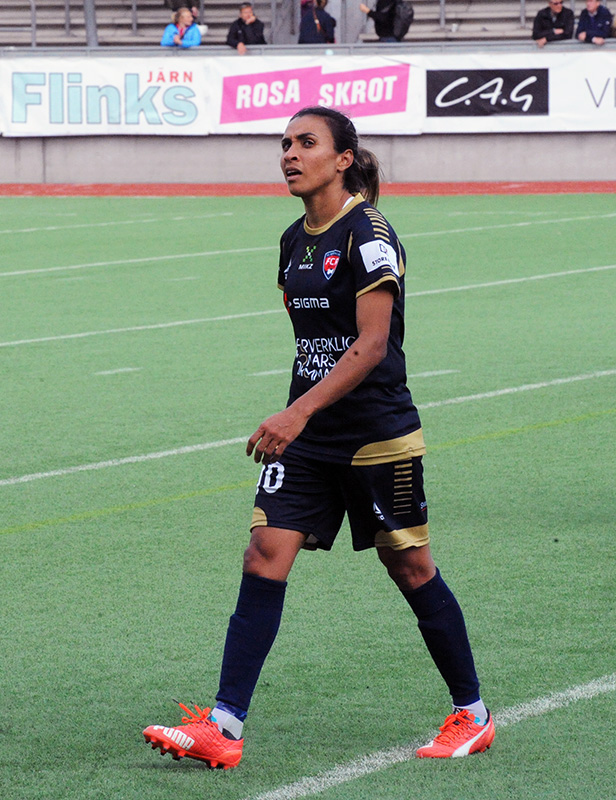
Marta

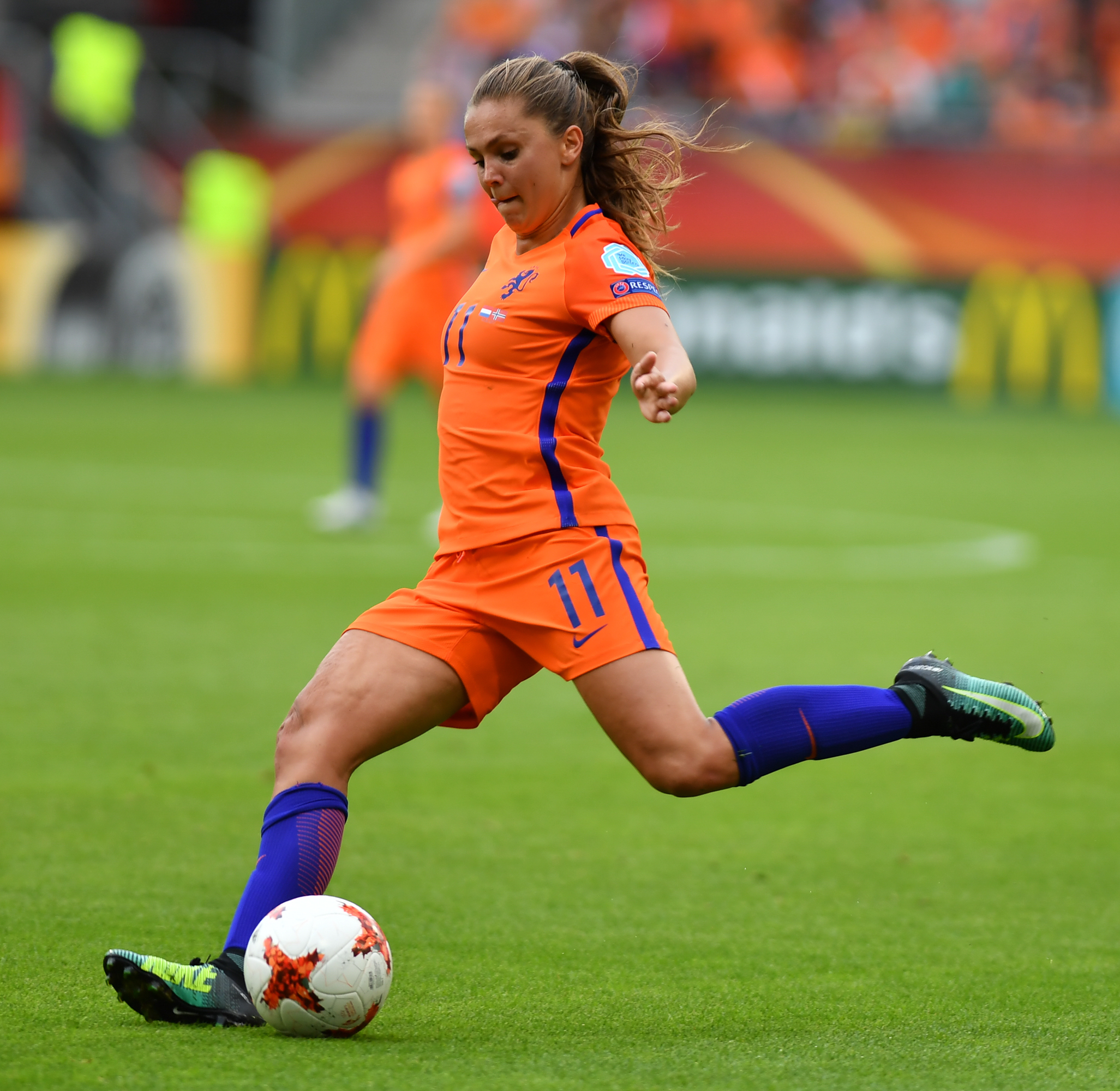
Lieke Martens

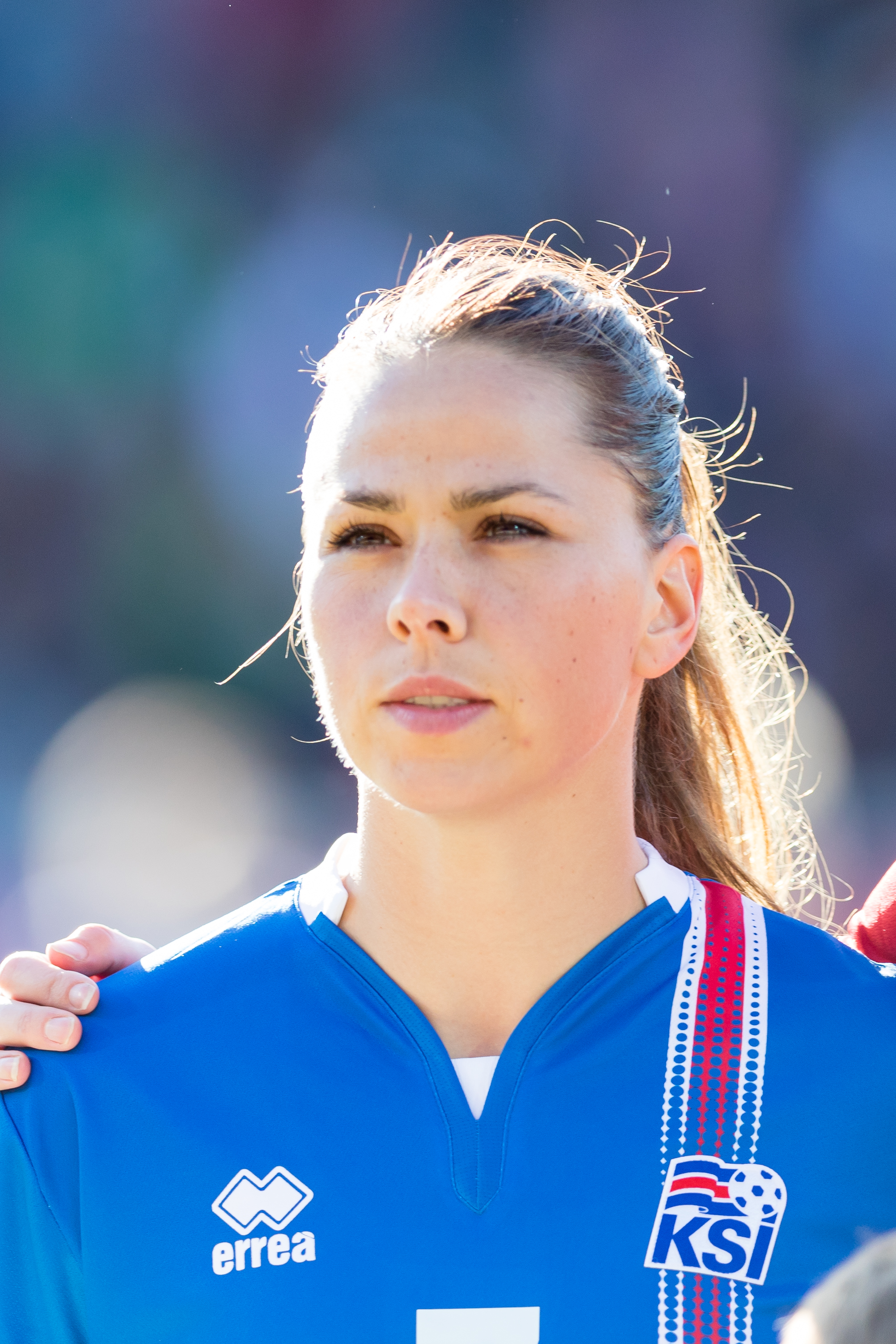
Sara Björk Gunnarsdóttir

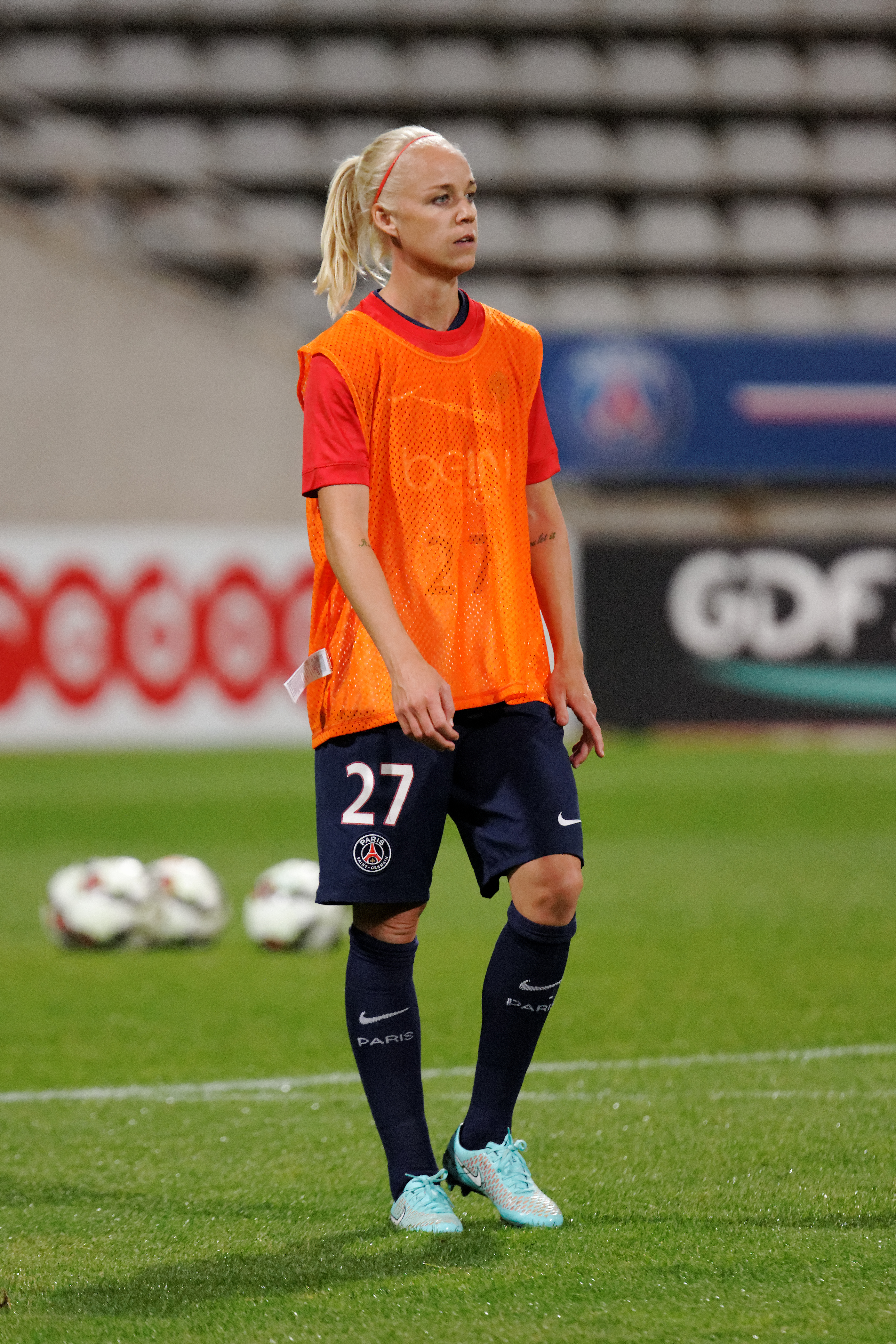
Caroline Seger

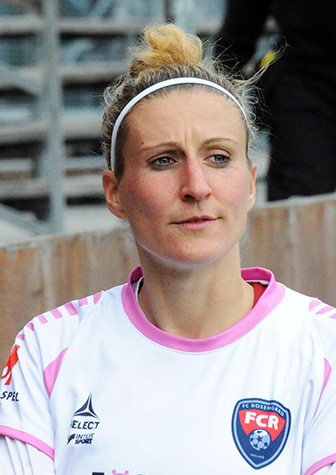
Anja Mittag

- Sanne Troelsgaard Nielsen
- Katrine Veje
- Annika Kukkonen
- Lieke Martens
- Manon Melis
- Kirsten van de Ven
- Sara Björk Gunnarsdóttir
- Dóra Stefánsdóttir
- Glódís Perla Viggósdóttir
- Gaëlle Enganamouit
- Josée Bélanger
- Erin McLeod
- Yoreli Rincón
- Pamela Tajonar
- Anam Imo
- Lisa-Marie Karlseng Utland
- Fiona Brown
- Ramona Bachmann
- Jelena Čanković
- Ali Riley